# Ваккернагель, Вильгельм
Карл Генрих Вильгельм Ваккернагель (нем. Karl Heinrich Wilhelm Wackernagel, 23 апреля 1806, Берлин — 21 декабря 1869, Базель) — немецкий филолог, искусствовед и историк культуры, профессор университета в Базеле, члены Гёттингенской академии наук.

## Биография
После окончания средней школы Ваккернагель учился в Берлинском университете Фридриха Вильгельма с 1824 по 1827 год, будучи учеником Карла Лахмана. В ходе «преследования демагогов» он был вынужден покинуть Германию в 1833 году и перебраться в Базель, где стал работать учителем.
С 1835 года преподавал в качестве профессора в Базельском университете, ректором которого он был в 1841, 1855 и 1866 годах. Ваккернагель был масоном, спикером Ложи дружбы и стойкости в Базеле. 
Заслуги Ваккернагеля были отмечены баварским орденом Максимилиана «За достижения в науке и искусстве».
Его могила находится на кладбище Вольфготтезаккер.

## Семья
Двое из его сыновей Якоб и Рудольф стали специалистами в индоевропеистике, а его внук Мартин — историком искусства.

## Научная деятельность
Наряду с братьями Гримм Вильгельм Ваккернагель является одним из самых выдающихся немецких ученых своего времени. Он был пионером в научном изучении некоторых произведений искусства и исторических дисциплин. По его инициативе и под его руководством сформировалось собрание произведений искусств, на базе которого появился Исторический музей Базеля.
Его научное наследие сохраняется в университетской библиотеке Базеле.
В 1897 году в журнале А. Хованского «Филологические записки» был опубликован перевод статьи Ваккернагеля «Эпическая поэзия».

## Научные труды

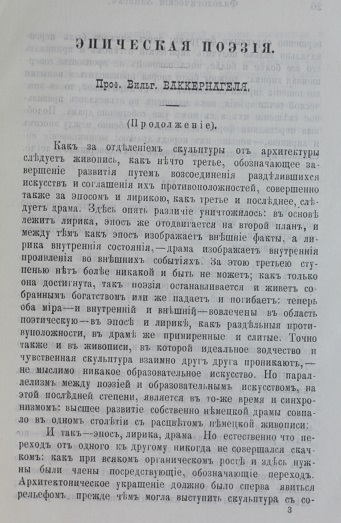
«Эпическая поэзия» в «Филологических записках»

- Zwölf mittelhochdeutsche lyrische Gedichte, Berlin 1827
- Gedichte eines fahrenden Schülers, Berlin 1828
- Geschichte des deutschen Hexameters und Pentameters bis auf Klopstock, Berlin 1831
- Die Verdienste der Schweizer um die deutsche Literatur. Academische Antrittsrede, Basel 1833
- Zur Erklärung und Beurtheilung von Bürgers Lenore, Basel 1835
- Deutsches Lesebuch, 3 Teile, Basel 1835-43
- Über die dramatische Poesie, Basel 1838
- Neuere Gedichte, Zürich/Frauenfeld 1841
- Das Siechenhaus zu Sanct Jacob, Basel 1843
- Ueber das vierte Säcularfest der Schlacht bei St. Jacob an der Birs, Basel 1844
- Die Schlacht bei St. Jacob (1444) in den Berichten der Zeitgenossen, Basel 1844
- Walther von Klingen. Stifter des Klingenthals und Minnesänger, Basel 1845
- Weinbüchlein, Leipzig 1845